# Plantago media
La piantaggine pelosa (Plantago media L., 1753) è una pianta erbacea perenne della famiglia delle Plantaginaceae

## Etimologia
Il nome generico (Plantago) deriva dalla parola latina "planta" che significa "pianta del piede" e fa riferimento alle piatte foglie basali di questa pianta simili a "piante di un piede". L'epiteto specifico (media) indica una pianta con caratteristiche intermedie, come le dimensioni di qualche elemento, rispetto ad altre piante più o meno simili come la Plantago major, la piantaggine maggiore.
Il nome scientifico della specie è stato definito da Linneo (1707 – 1778), nome latinizzato di Carl von Linné, biologo e scrittore svedese considerato il padre della moderna classificazione scientifica degli organismi viventi, nella pubblicazione "Species Plantarum - 1: 113" del 1753.

## Descrizione

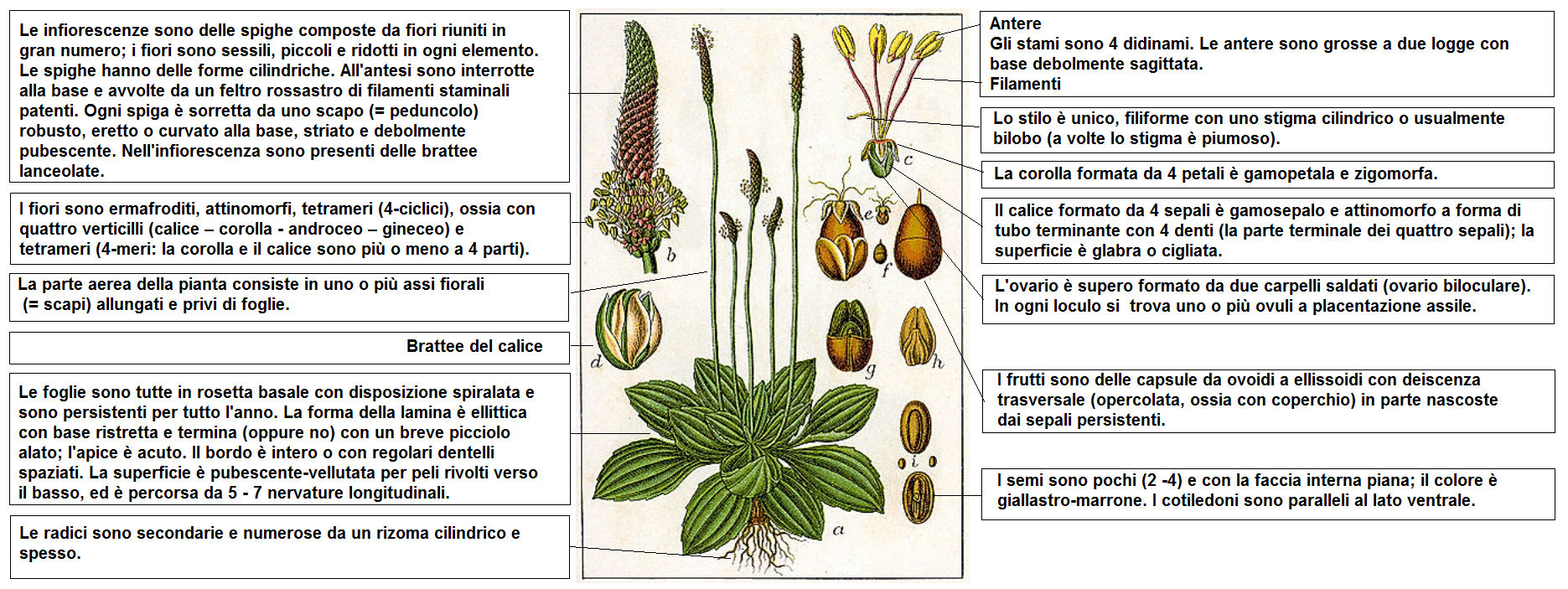
Descrizione delle parti della pianta

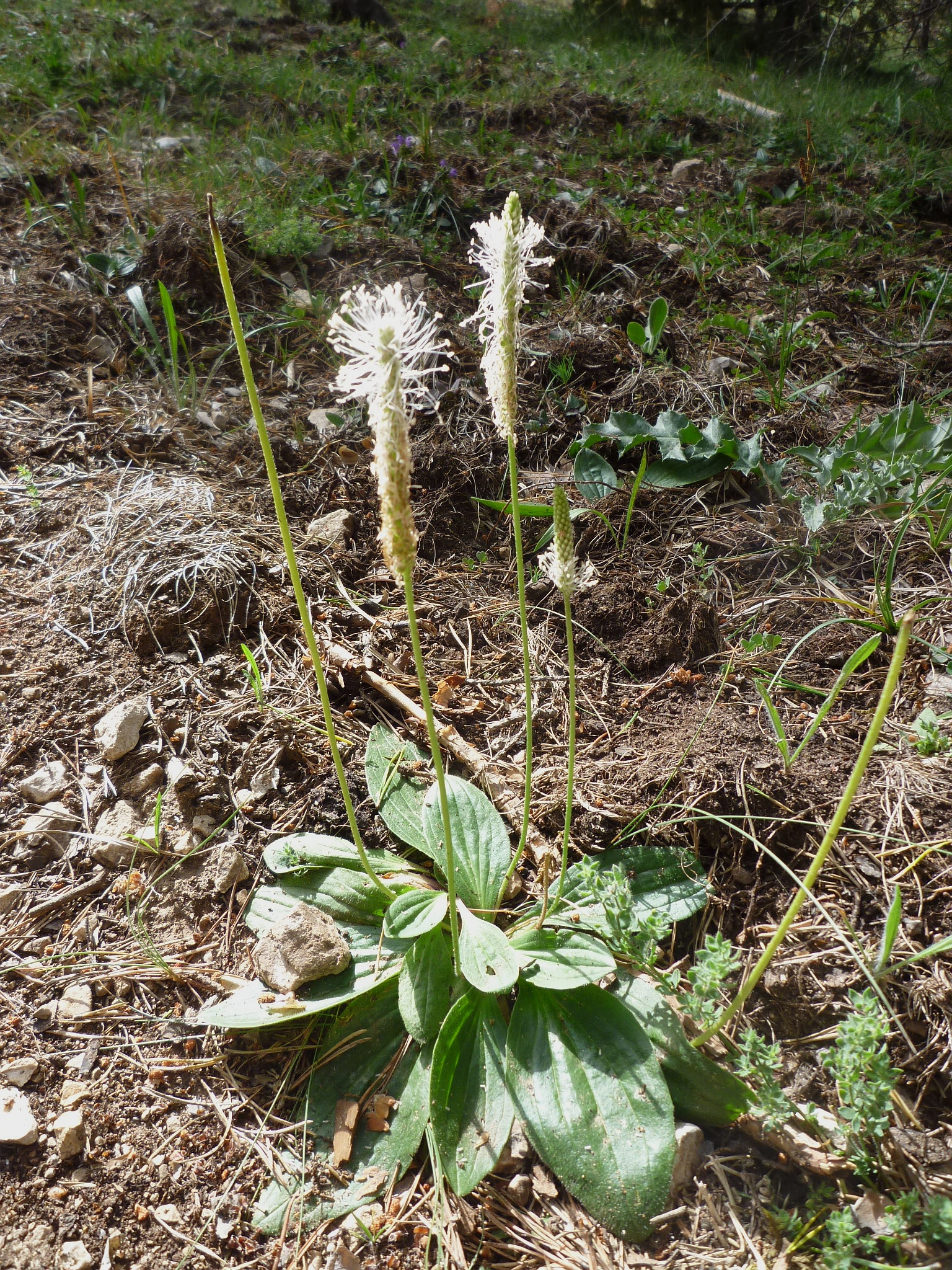
Il portamento

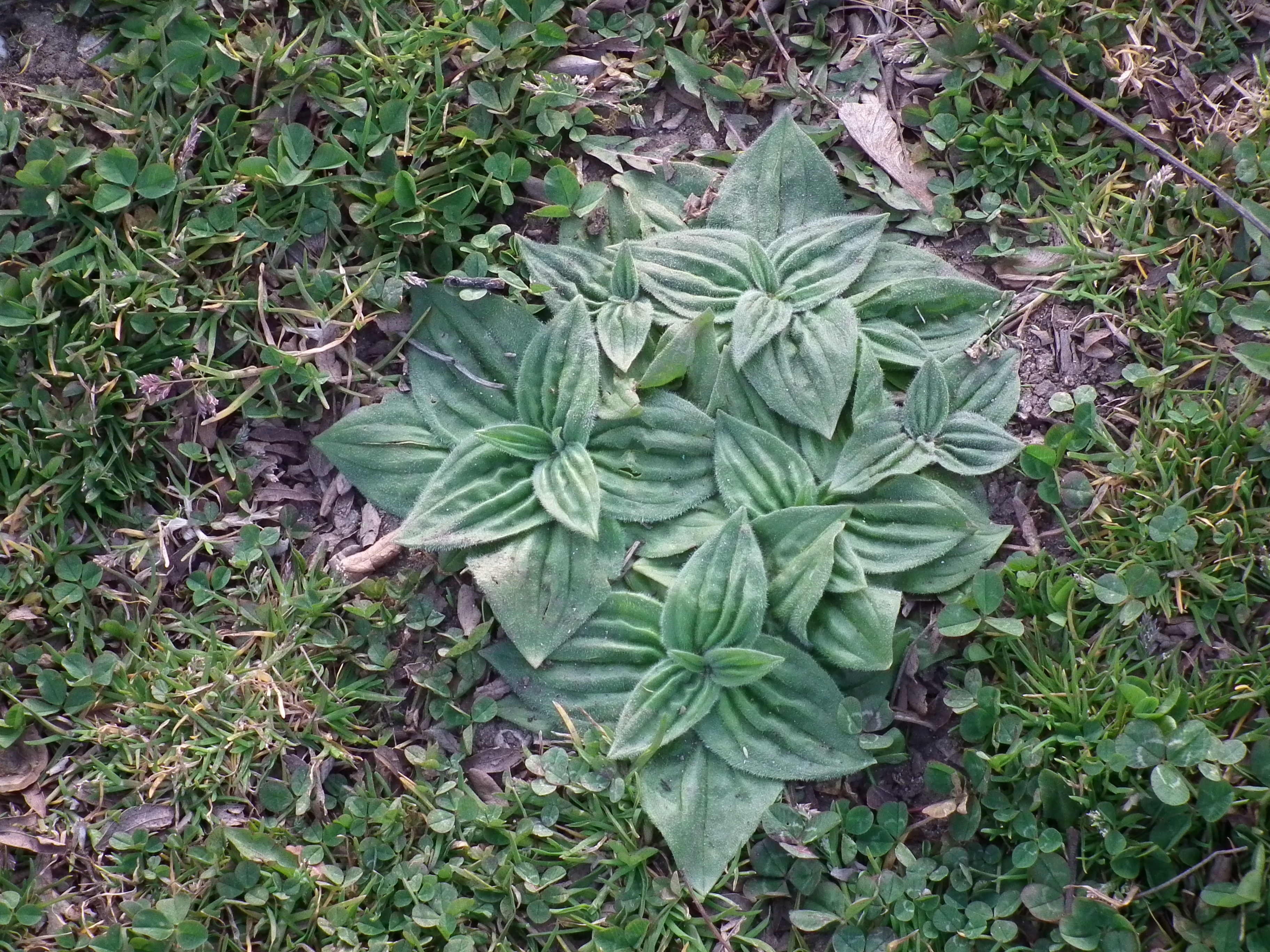
Le foglie

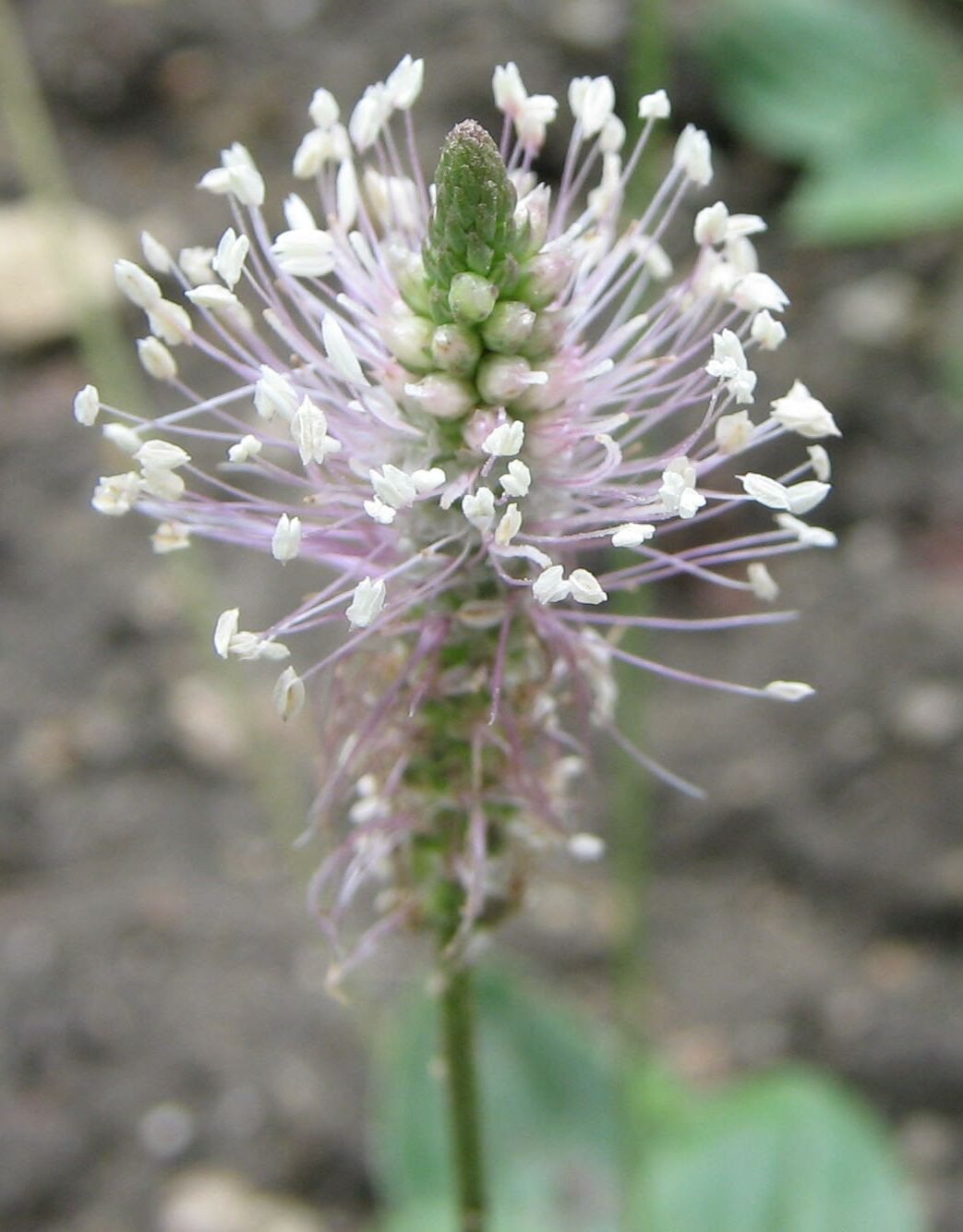
Infiorescenza

Le piante di questa voce hanno una altezza variabile da 2 a 6 dm. La forma biologica è emicriptofita rosulata (H ros), ossia in generale sono piante erbacee, a ciclo biologico perenne, con gemme svernanti al livello del suolo e protette dalla lettiera o dalla neve e hanno le foglie disposte a formare una rosetta basale. Sono piante proterogine (gli ovuli maturano prima del polline per evitare l'autofecondazione in quanto sono piante soprattutto anemogame). Possono essere presenti le seguenti sostanze chimiche: glicosidi fenolici, saponine triterpenoidi, flavonoidi e altre sostanze. In genere la pubescenza è formata da peli semplici.

### Radici
Le radici sono secondarie e numerose da un rizoma cilindrico e spesso.

### Fusto
La parte aerea della pianta consiste in uno o più assi fiorali (= scapi) allungati e privi di foglie.

### Foglie
Le foglie sono tutte in rosetta basale con disposizione spiralata e sono persistenti per tutto l'anno. La forma della lamina è ellittica con base ristretta e termina (oppure no) con un breve picciolo alato; l'apice è acuto. Il bordo è intero o con regolari dentelli spaziati di 0,5 mm. La superficie è pubescente-vellutata per peli rivolti verso il basso, ed è percorsa da 5 - 7 nervature longitudinali. Dimensione della foglia: larghezza 3 – 7 cm; lunghezza 7 – 12 cm. Lunghezza del picciolo: 1 – 3 cm.

### Infiorescenza
Le infiorescenze sono delle spighe composte da fiori riuniti in gran numero; i fiori sono sessili, piccoli e ridotti in ogni elemento. Le spighe hanno delle forme cilindriche. All'antesi sono interrotte alla base e avvolte da un feltro rossastro di filamenti staminali patenti. Ogni spiga è sorretta da uno scapo (= peduncolo) robusto, eretto o curvato alla base, striato e debolmente pubescente. Nell'infiorescenza sono presenti delle brattee lanceolate lunghe 3 mm. Lunghezza della spiga: più o meno 5 cm (da 2 a 8 cm). Lunghezza del peduncolo: 15 – 40 cm.

### Fiore
I fiori sono ermafroditi, attinomorfi, tetrameri (4-ciclici), ossia con quattro verticilli (calice – corolla - androceo – gineceo) e tetrameri (4-meri: la corolla e il calice sono più o meno a 4 parti).
- Formula fiorale:

X oppure *, K (4-5), [C (2+3) oppure (4), A 2+2 oppure 2] G (2), (supero), capsula.
- Calice:  il calice formato da 4 sepali è gamosepalo e attinomorfo a forma di tubo terminante con 4 denti (la parte terminale dei quattro sepali); la superficie è glabra o cigliata. I sepali possono essere leggermente riuniti 2 a 2. Il calice è inoltre persistente.
- Corolla:  la corolla formata da 4 petali è gamopetala e attinomorfa (in realtà i petali da 5 sono diventati 4 per fusione dei due petali superiori). La consistenza è membranosa (o scariosa) ed ha un tubo allungato terminante con 4 lobi patenti. La corolla è interamente glabra, mentre il colore è bianco. Dimensione dei lobi della corolla: larghezza 0,5 mm; lunghezza 2 mm.
- Androceo: gli stami sono 4 didinami e adnati all'interno della corolla vicino alla base del tubo (stami epipetali)  con disposizione alternata rispetto ai petali; la loro lunghezza supera quella della corolla per alcuni millimetri (4 – 8 mm). Le antere sono grosse a due logge con base debolmente sagittata (le sacche polliniche sono divergenti) e deiscenza longitudinale; il colore delle antere è bianco. I grani pollinici sono tricolporati. Lunghezza delle antere: 2 mm.
- Gineceo: l'ovario è supero formato da due carpelli saldati (ovario biloculare; ma possono essere presenti da 1 fino a 4 loculi). In ogni loculo si trova uno o più ovuli a placentazione assile (se il loculo è uno solo, allora la placentazione può essere libera, centrale o basale). Gli ovuli hanno un solo tegumento e sono tenuinucellati (con la nocella, stadio primordiale dell'ovulo, ridotta a poche cellule).[15] Lo stilo è unico, filiforme con uno stigma cilindrico o usualmente bilobo (a volte lo stigma è piumoso). Il disco nettario è assente (l'impollinazione è soprattutto anemogama).
- Fioritura: da maggio a agosto.

### Frutti
I frutti sono delle capsule da ovoidi a ellissoidi con deiscenza trasversale (opercolata, ossia con coperchio) in parte nascoste dai sepali persistenti. I semi sono pochi (2 - 4) e con la faccia interna piana; il colore è giallastro-marrone. I cotiledoni sono paralleli al lato ventrale. Lunghezza dei semi: 2 mm.

## Riproduzione
- Impollinazione: l'impollinazione avviene in parte tramite insetti (impollinazione entomogama), ma soprattutto tramite il vento (impollinazione anemogama).[9]
- Riproduzione: la fecondazione avviene fondamentalmente tramite l'impollinazione dei fiori (vedi sopra).
- Dispersione: i semi cadendo a terra (dopo essere stati trasportati per alcuni metri dal vento – disseminazione anemocora) sono successivamente dispersi soprattutto da insetti tipo formiche (disseminazione mirmecoria), ma anche da uccelli.[10]

## Distribuzione e habitat

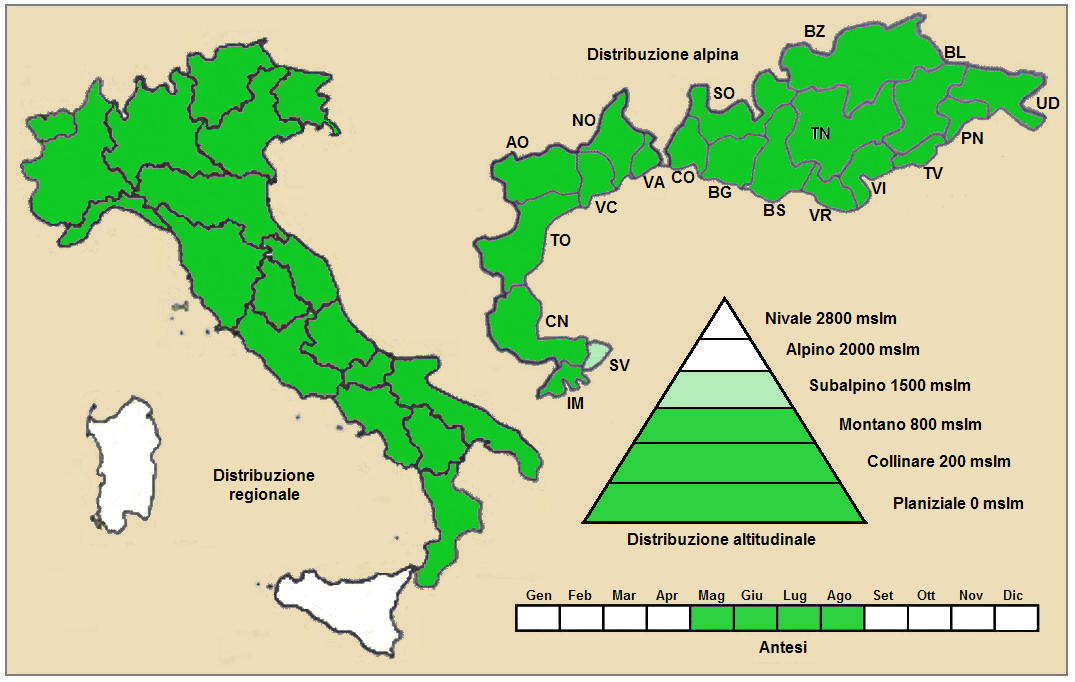
Distribuzione della pianta
(Distribuzione regionale – Distribuzione alpina)

- Geoelemento: il tipo corologico (area di origine) è Eurasiatico o anche Eurosiberiano.
- Distribuzione: in Italia è una specie comune al Nord e al Centro, più rara al Sud. Non è presente nelle isole. Sulle Alpi è ovunque presente sia sul versante italiano che quello settentrionale. È presente su tutti gli altri rilievi europei collegati alle Alpi: Foresta Nera, Vosgi, Massiccio del Giura, Massiccio Centrale, Pirenei, Alpi Dinariche, Monti Balcani e Carpazi.[17] Si trova anche in Anatolia.[18]
- Habitat: l'habitat tipico sono i prati e i pascoli. Il substrato preferito è calcareo ma anche siliceo con pH basico-neutro, bassi valori nutrizionali del terreno che deve essere secco.[17]
- Distribuzione altitudinale: sui rilievi queste piante si possono trovare fino a 2000 m s.l.m.; frequentano quindi i seguenti piani vegetazionali: collinare, montano e in parte quello subalpino (oltre a quello planiziale – a livello del mare).

### Fitosociologia

#### Areale alpino
Dal punto di vista fitosociologico alpino Plantago media appartiene alla seguente comunità vegetale:
- Formazione: delle comunità a emicriptofite e camefite delle praterie rase magre secche.

- Classe: Festuco-Brometea

#### Areale italiano
Per l'areale completo italiano Plantago media appartiene alla seguente comunità vegetale:
- Macrotipologia: vegetazione delle praterie.

- Classe: Festuco valesiacae-brometea erecti

- Ordine: Festucetalia valesiacae

- Alleanza: Cirsio-brachypodion pinnati

Descrizione: questa alleanza comprende praterie steppiche semi-aride (meso-xerofile) dominate da Brachypodium pinnatum e Bromus erectus, che si sviluppano su suoli profondi e calcarei in aree calde ed aride. La distribuzione dell'alleanza è relativa alle regioni sub-continentale dell'Europa centro-orientale, mentre In Italia è diffusa soprattutto sulle Alpi. Tradizionalmente queste praterie venivano pascolate in modo estensivo o sfalciate.
Altre alleanze per questa specie sono:
- Cerastio arvensis-Cynosurenion cristati

## Tassonomia
La famiglia di appartenenza della specie (Plantaginaceae) comprende 113 generi e 1800 specie (114 generi e 2100 specie o anche 90 generi e 1900 specie secondo altre fonti) ha una distribuzione più o meno cosmopolita ma con molti taxa distribuiti soprattutto nelle zone temperate e nell'areale mediterraneo. Il genere Plantago si compone di oltre 250 specie una trentina delle quali sono presenti nella flora spontanea italiana. All'interno della famiglia Plantaginaceae il genere è descritto nella tribù Plantagineae.
Il genere Plantago è suddiviso in 4 sottogeneri (subg. Plantago; subg. Coronopus (Lam. & DC.) Rahn; subg. Psyllium (Juss.) Harms; subg. Bougueria (Decne) Rahn & Reiche). La specie di questa voce è descritta all'interno del sottogenere Plantago sect. Plantago insieme ad altre specie come Plantago major L., Plantago cornuti Gouan e Plantago asiatica L..
Il numero cromosomico di P. media è: 2n = 12 e 24.

### Sottospecie
Per questa specie sono riconosciute valide le seguenti sottospecie:
- Plantago media L. subsp. brutia (Ten.) Arcang., 1882 - Descrizione: la spiga è più ellittica (10 z 15–25 mm), le foglie sono più allargate (3 x 5–6 cm) con una dentatura più evidente, le brattee dell'infiorescenza sono più acute e lunghe quanto il calice, i lobi della corolla sono più acuti. Distribuzione: in Italia si trova sul Pollino.
- Plantago media L. subsp. longifolia (G. Mey.) Witte, 1906 - Distribuzione: Repubblica Ceca.
- Plantago media L. subsp. pindica (Hausskn.) Greuter & Burdet - Distribuzione: Penisola Balcanica

### Sinonimi
Questa entità ha avuto nel tempo diverse nomenclature. L'elenco seguente indica alcuni tra i sinonimi più frequenti:
- Arnoglossum incanum Gray
- Plantago bertolonii Godr.
- Plantago brutia (Ten.) Arcang. (sinonimo della sottospecie brutia)
- Plantago media subsp. nevadensis (Willk.) Malag.
- Plantago media subsp. stepposa (Kuprian.) Soó
- Plantago media var. longifolia G. Mey. (sinonimo della sottospecie longifolia)
- Plantago media var. pindica Hausskn. (sinonimo della sottospecie pindica)
- Plantago media var. urvilleana (Rapin) Hultén
- Plantago oblongifolia Schur
- Plantago plicata Schott, Nyman & Kotschy
- Plantago stepposa Kuprian.
- Plantago urvillei Opiz

### Specie simili
Le specie del genere Plantago sono difficili da distinguere una dall'altra. La seguente tabella evidenzia i caratteri più significativi delle due specie più simili a quella di questa voce:
- Plantago major: le foglie sono persistenti per tutto l'anno e sono appressate al suolo; il picciolo delle foglie, più piccolo della lamina, è ben sviluppato; le spighe verso la base sono interrotte; le brattee dell'infiorescenza sono lunghe 2/3 - 3/4 dei sepali del calice; i filamenti degli stami superano la corolla di 2 - 2,5 mm; i semi sono in numero di 6 - 30.
- Plantago cornuti: le foglie sono assenti in inverno ed hanno un portamento eretto; il picciolo delle foglie, più lungo della lamina, è ben sviluppato; le spighe verso la base sono interrotte; le brattee dell'infiorescenza sono lunghe 1/3 - 1/2 dei sepali del calice; i filamenti degli stami superano la corolla di 2 - 2,5 mm; i semi sono pochi (4).
- Plantago media: le foglie sono progressivamente ristrette verso la base; il picciolo delle foglie è appena visibile; le spighe sono densissime fin verso la base; i filamenti degli stami superano la corolla di 4 – 8 mm; i semi, pochi (2 - 4), sono lunghi 2 mm.

Le tre specie sopra descritte hanno in comune le foglie tutte basali a disposizione spiralata (gli scapi fioriferi sono privi di foglie), la corolla interamente glabra e la faccia interna dei semi piana.

## Usi

### Farmacia
Secondo la medicina popolare questa pianta ha le seguenti proprietà medicamentose:
- astringente (limita la secrezione dei liquidi);
- emolliente (risolve uno stato infiammatorio);
- depurativa (facilita lo smaltimento delle impurità);
- diuretica (facilita il rilascio dell'urina);
- espettorante (favorisce l'espulsione delle secrezioni bronchiali);
- emostatica  (blocca la fuoriuscita del sangue in caso di emorragia);
- emolliente (risolve uno stato infiammatorio);
- lassativa (ha proprietà purgative);
- oftalmica (facilità il flusso del sangue agli occhi e quindi rafforza la resistenza alle infezioni).

### Cucina
Si possono usare le giovani foglie cotte o in insalata.

## Altre notizie
La piantaggine media in altre lingue è chiamata nei seguenti modi:
- (DE)  Mittlerer-Wegerich
- (FR)  Plantain moyen
- (EN)  Hoary Plantain